# Степенино
Степенино — деревня на северо-западе Бежаницкого района Псковской области.  Входит в состав сельского поселения Ашевское.
Расположена на левом берегу реки Уда (приток Сороти), в 30 км к северо-западу от райцентра Бежаницы и в 9 км к северо-западу от села Ашево.
Численность населения деревни составляет 18 жителей (2000 год).
До 3 июня 2010 года деревня входила в состав ныне упразднённой Ашевской волости.